# Saint-Laurent-du-Plan
 Saint-Laurent-du-Plan  es una población y comuna francesa, situada en la región de Aquitania, departamento de Gironda, en el distrito de Langon y cantón de Saint-Macaire.

## Demografía
| 104 | 80 | 75 | 74 | 79 | 71 | 78 | 79 | 86 | 95 | 84 | 83 |
| Para los censos de 1962 a 1999 la población legal corresponde a la población sin duplicidades (Fuente: INSEE [Consultar]) |    |    |    |    |    |    |    |    |    |    |    |